# TDC (azienda)
TDC A/S, comunemente nota come TDC Group, è una società di telecomunicazioni danese che risale al 1879.
TDC Group è la più grande azienda di telecomunicazioni in Danimarca. La sede dell'azienda si trova a Copenaghen.

## Storia
Il 21 agosto 1882 Carl Frederik Tietgen acquisì la divisione di Copenaghen della International Bell Telephone Company, una centrale telefonica di proprietà americana su Lille Kongensgade a Copenaghen, per 200.000 DKK e fondò Kjøbenhavns Telefon Aktieselskab, KTS, in seguito Kjøbenhavns Telefon Aktieselskab, KTAS.
Nel novembre 1990, il Folketing ha approvato una legge che ha aperto la strada a una telecomunicazione danese a livello nazionale. La società si chiamava Tele Danmark ed era la società madre delle società regionali esistenti (KTAS, Jydsk Telefon, Tele Sønderjylland, Fyns Telefon e Rigstelefonen).
Nel 1995, le società regionali sono state fuse in Tele Danmark e la prima società di TV via cavo a livello nazionale, Tele Danmark Kabel TV è stata creata. Cinque anni dopo, nel 2000, Tele Danmark ha cambiato il proprio nome in TDC.
Nel gennaio 2000 TDC ha ottenuto un nuovo logo con cinque ovali nei colori rosso, giallo, verde, turchese e blu. Nel dicembre 2000 Tele Danmark ha cambiato il proprio nome in TDC. Allo stesso tempo si è scissa in una holding madre e in una serie di filiali con l'obiettivo di aumentare la focalizzazione sul cliente, creare maggiore trasparenza e ottenere un time to market più rapido per prodotti e servizi.
Negli ultimi dieci anni, TDC si è sviluppato da un fornitore tradizionale e principalmente danese di servizi di telefonia fissa e mobile in un fornitore europeo di soluzioni di comunicazione con sede in Danimarca. La deregolamentazione del mercato danese delle telecomunicazioni nel 1996 ha creato un mercato altamente competitivo. Nel 2004 il mercato danese delle telecomunicazioni è stato completamente liberalizzato. TDC è stata parzialmente privatizzata nel 1994 e completamente privatizzata nel 1998 e, alla fine del 2004, le azioni di TDC erano detenute principalmente da istituzioni e investitori al dettaglio in Danimarca, Regno Unito e Stati Uniti.
Nel 2006 TDC ha adottato un nuovo logo che consiste in un rettangolo arrotondato corsivo di colore blu. Il testo "PMS" appare nel rettangolo e ricorda che la lettera "D" è leggermente tagliata. Un gruppo di società di private equity sotto la bandiera Nordic Telephone Company (NTC) si è offerto di acquistare TDC per un prezzo di circa 9,1 miliardi di euro. Tra il gruppo c'erano società come Blackstone, Permira, Apax Partners e KKR. La società ha acquistato l'88% delle azioni, ma non è riuscita ad acquistare più del 90% delle azioni e non è stata quindi in grado di rimuovere completamente la società dalla Borsa di Copenaghen. Sempre nel 2006, TDC si è ritirata dal mercato della telefonia mobile del Regno Unito, con la chiusura della joint venture conEasyGroup, EasyMobile.
Nel 2007, TDC ha ripiegato le sue filiali nella società madre, ad eccezione di TDC Kabel TV, che ha continuato come identità giuridica indipendente. Più avanti nel corso dell'anno, il 1º ottobre 2007, TDC Kabel TV ha cambiato il suo nome in YouSee per segnalare un focus su qualcosa di più della semplice TV.
Nel 2010 Nordic Telephone Company (NTC) ha avviato il processo di vendita delle sue azioni in TDC alla Borsa di Copenaghen, riducendo inizialmente la sua partecipazione dell'88% della società a meno del 60%.
Nel 2012 TDC ha registrato un fatturato totale di 26 miliardi di DKK e ha impiegato circa 9.000 persone in Danimarca.
Il 1º luglio 2016 l'attività di consumo TDC è stata fusa con YouSee, migrando l'intera base di clienti TDC di IPTV, banda larga e consumatori mobili a YouSee. La rete di telefonia mobile continua a utilizzare il nome "TDC", poiché è stata creata da TDC Group invece di YouSee.
TDC Group e Modern Times Group hanno annunciato il 1º febbraio 2018 un piano per TDC Group di acquistare MTG Nordics per creare un'attività convergente con un nuovo nome e marchio. Una settimana dopo, un'offerta pubblica di acquisto da parte del gruppo infrastrutturale australiano Macquarie e tre fondi pensione danesi; PFA, PKA e ATP erano trapelati al pubblico, cosa che TDC aveva rifiutato. Il consorzio ha chiarito che la proposta fusione MTG non faceva parte della loro strategia. A febbraio il consorzio ha lanciato un'offerta di acquisizione migliorata, che TDC Group ora raccomanda. La proposta fusione di MTG è stata annullata. Il 28 marzo 2018 il consorzio ha ottenuto l'approvazione dell'UE per la sua offerta pubblica di acquisto. All'inizio di aprile, il consorzio ha annunciato di aver acquisito oltre il 90% delle azioni totali di TDC Group, rendendo possibile una cancellazione dalla quotazione.
Il 20 gennaio 2020 TDC ha annunciato che il suo marchio a basso costo e operatore di rete mobile virtuale Fullrate sarebbe stato chiuso e i clienti sarebbero stati migrati su YouSee.